# Természettudományi kislexikon
A Természettudományi kislexikon az Akadémiai Kiadó gondozásában 1971-ben megjelent magyar nyelvű szaklexikon. A matematika, csillagászat, fizika, kémia, biológia, geológia és technika témakörében nyújt alapvető ismereteket a korszerű tudomány eredményeiről mintegy 10 000 címszón, 3000 ábrán és 16 oldalnyi fényképmellékleten keresztül. A szerzők arra törekedtek, hogy a szócikkek tartalma az általános iskola nyolc osztályában tanultak alapján érthető legyen. A lexikon szerkesztésénél az 1964–1968 között megjelent hatkötetes Természettudományi lexikon ismeretanyagára támaszkodtak, de az időközben elért tudományos eredményeket is beépítették.
A szerkesztőbizottságot Kicsi Sándor vezette, az egyes szakterületek ellenőrei voltak:
- Almár Iván (csillagászat, űrtudomány)
- Erdey-Grúz Tibor (kémia)
- Nemecz Ernő (geológia)
- Straub F. Brunó (biológia)
- Tarján Imre (fizika)
- Vincze István (matematika)